# Adesmia lihuelensis
Adesmia lihuelensis är en ärtväxtart som beskrevs av Arturo Erhardo Erardo Burkart. Adesmia lihuelensis ingår i släktet Adesmia och familjen ärtväxter. Inga underarter finns listade i Catalogue of Life.